# Lagenandra nairii
Lagenandra nairii är en kallaväxtart som beskrevs av Ramam. och Rajan. Lagenandra nairii ingår i släktet Lagenandra och familjen kallaväxter. Inga underarter finns listade.